# 吳遠 (弘治進士)
吳遠（1458年—？），字惟明，直隸徽州府歙縣人，民籍，明朝政治人物。

## 生平
成化二十二年（1486年）丙午科應天鄉試第三十一名舉人，弘治九年（1496年）中式丙辰科會試第一百十四名，三甲第一百二十四名進士。正德九年（1514年）任黎平府知府。

## 家族
曾祖吳義慶；祖父吳月德；父吳靜齡，母閔氏。严侍下。兄浩。